# Сосняки (Калінінградська область)
Сосняки (рос. Сосняки) — селище Славського району, Калінінградської області Росії. Входить до складу Славського міського поселення.
Населення — 47 осіб (2015 рік).

## Населення
| 2002 | 2010 |
| ---- | ---- |
| 59   | ↘47  |